# 張禎祥
張禎祥（1896年11月17日—1972年12月21日），號祉亭，別號三秀園主，雲林大埤舊庄人，臺灣日治時期漢詩詩人、地方士紳。張禎祥在日治時期曾擔任大埤庄協議會員、斗六郡米穀統制組合特別總代、大埤庄代理庄長；戰後則擔任大埤鄉首任官派鄉長，然因其不喜政治，就任三十天後即辭職，歸隱於家族之私人庭園－三秀園。

## 生平
張禎祥祖父張建廷為清朝之例授貢生，其於乙未戰爭期間雖未實際參與抗日行動，但家鄉為戰火波及、張建廷當時又因背負老母而不及逃難，雙雙遭日軍射殺。張禎祥的父親張際唐（又名張添盛）嗣後繼承家業，並經營米業有成，持續擴大家族的田產與私家庭園；可惜張際唐英年早逝，過世時其長子張禎祥年僅十九歲。
1904年（明治37年），張禎祥八歲時即進入文士王潘年之書房學習四書五經；1907年（明治40年），入學雙溪口公學校開始接受新式教育；1911年（明治44年），又入學打貓公學校，並於1913年（大正2年）畢業。同年，張禎祥復進入文士洪瑞璋書房，繼續進修漢學古文。1917年（大正6年），張禎祥前往台灣公立臺中中學校就讀；但還未及讀完一年，張禎祥便因家庭因素決定退學，返回大埤舊庄主持家業。
張家在清同治年間便已擁有三百甲的田產，以贌耕、產米為業。張家十五世張建廷過世後，將家產分予張際唐、張添發兄弟。張際唐死後，由張禎祥繼承家業，擁有一百多甲的土地。日治大正年間，張禎祥由於治產有道、素有地方名望，被推舉擔任斗六廳土庫支廳舊庄第二保保正。張禎祥於1920年（大正9年）起擔任大埤庄首屆庄協議會員，並於1935年（昭和10年）、1940年（昭和15年）兩次的街庄協議會選舉中連任。1945年（昭和20年）大埤庄庄長因故出缺，張禎祥被推舉擔任代理庄長。不久二戰結束，張禎祥續任改制的大埤鄉首任官派鄉長。張禎祥因為性喜自然、不慕名利，上任後一個月即辭職離去。

約1955年張禎祥家族合影於三秀園清河堂前

中華民國政府遷臺後，張禎祥未再擔任任何公職，僅受聘為雲林縣文獻委員會委員。1949年（民國38年）後，張禎祥的產業面臨一連串土地改革，因不熟悉投資其他事業，對於新社會制度深感挫折；張禎祥遂漸漸將生活重心轉移到私人生活，在私家庭園過著相對樸實的鄉居生活，閒時偶與詩友唱酬、參與全國詩社、徵詩活動。

## 詩人生涯
張禎祥的漢學啟蒙於王潘年，詩文創作受業於洪瑞璋、鹿港秀才施梅樵等人。青年時期，張禎祥嘗遊學於新港，出入秀才林維朝的怡園書院，結交許多詩壇前輩與詩友。1922年（大正11年），當時林維朝為了在日本統治底下延續漢學教育並鼓勵後進，於是邀集新港、北港、大埤的一眾青年才俊，主盟成立鷇音吟社，張禎祥為創社成員之一。

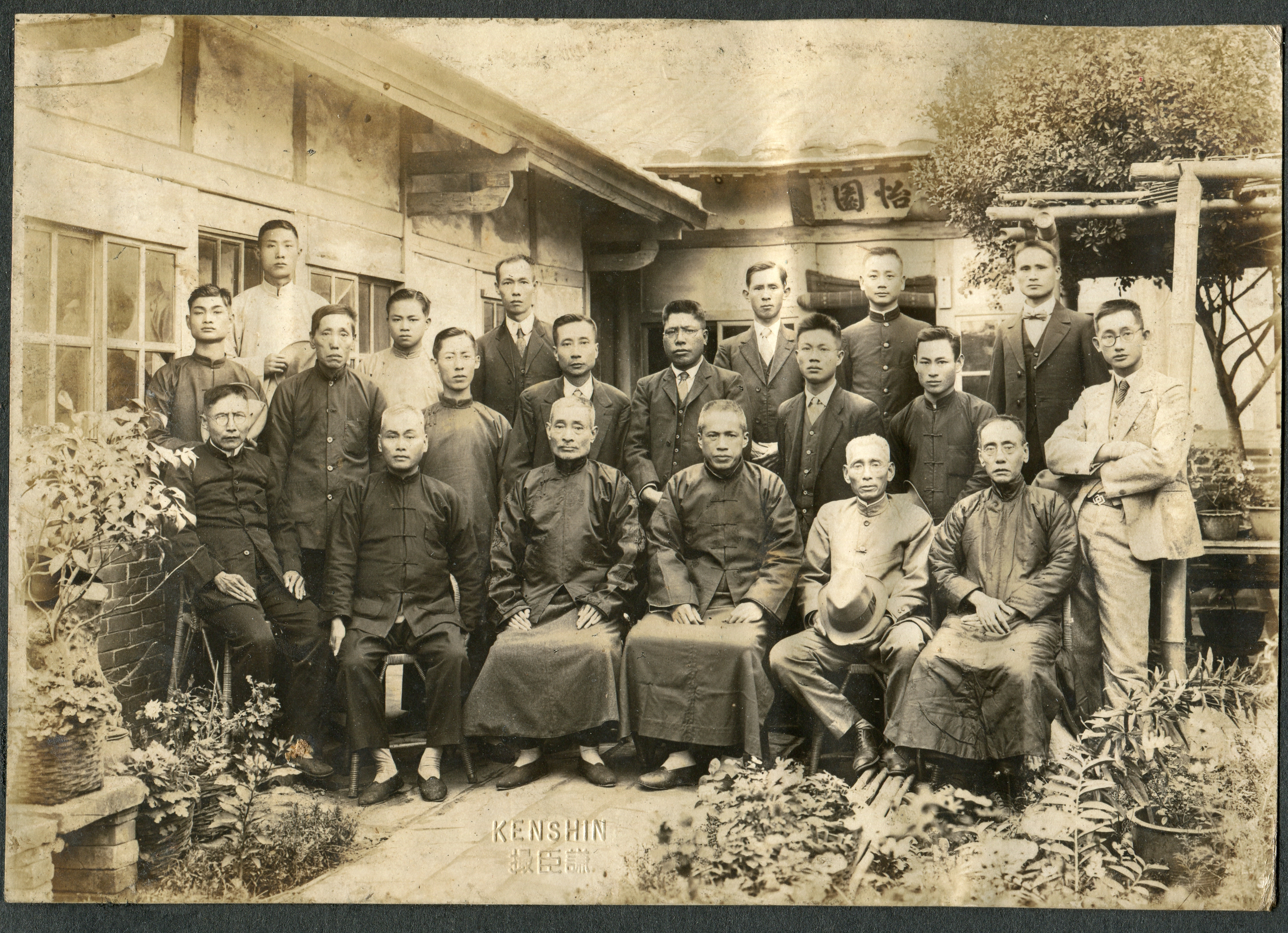
鷇音吟社社員合影於林維朝宅之怡園

1923年（大正12年），嘉義廳治下許多詩人，如蘇櫻村、林臥雲、賴雨若感到雲嘉地區許多詩社規模較小、各自為政，難以與島內其他主要詩社競爭。於是蘇櫻村等人利用嘉義鷗社舉辦年度大會的契機，力邀地方各詩社聯合共組嘉社；此倡議馬上得到嘉義街玉峰吟社、羅山吟社、鷗社、北港街汾津吟社、西螺街菼社、鹽水街月津吟社、朴子街樸雅吟社、新營二庄之新柳吟社、布袋庄鶯社以及新巷庄鷇音吟社，共10社、百餘位詩人的響應，張禎祥也以鷇音吟社社員之身份加入嘉社。此後，嘉社成為雲嘉地區最重要的代表詩社；嘉社於1934年（昭和9年）4月7日成功爭取召開全島詩人聯吟大會，於嘉義市公會堂舉辦，集全臺島67社、231人與會，為一時臺灣漢詩詩壇盛事。
張禎祥生性恬靜，並非文壇的領袖人物；然而其一生作詩上千首，除了在地方詩壇頗有名聲，青壯年時期經常投稿全島性的刊物，如《詩報》、《鯤洋文藝社報》等；張禎祥許多作品也被收錄於許多重要的文集之中，如張李德和主編的《羅山題襟集》、賴子清主編的《臺灣詩醇》等。張禎祥生前詩作未及付梓；後由其長子張達聰整理遺稿，出版《三秀園詩草》。
文人雅士，雅集。張禎祥的家族庭園三秀園，由其祖父張建廷始闢；經過三代的擴建修築，於1930年代規模大致底定。三秀園作為張禎祥宴請詩友、棋友的場所，成為當時小有名氣之私家園林。張進國、黃傳心、林開泰、吳景箕、林友笛、陳錫津、張立卿等皆為張家花園的座上賓。